# 코소 유물

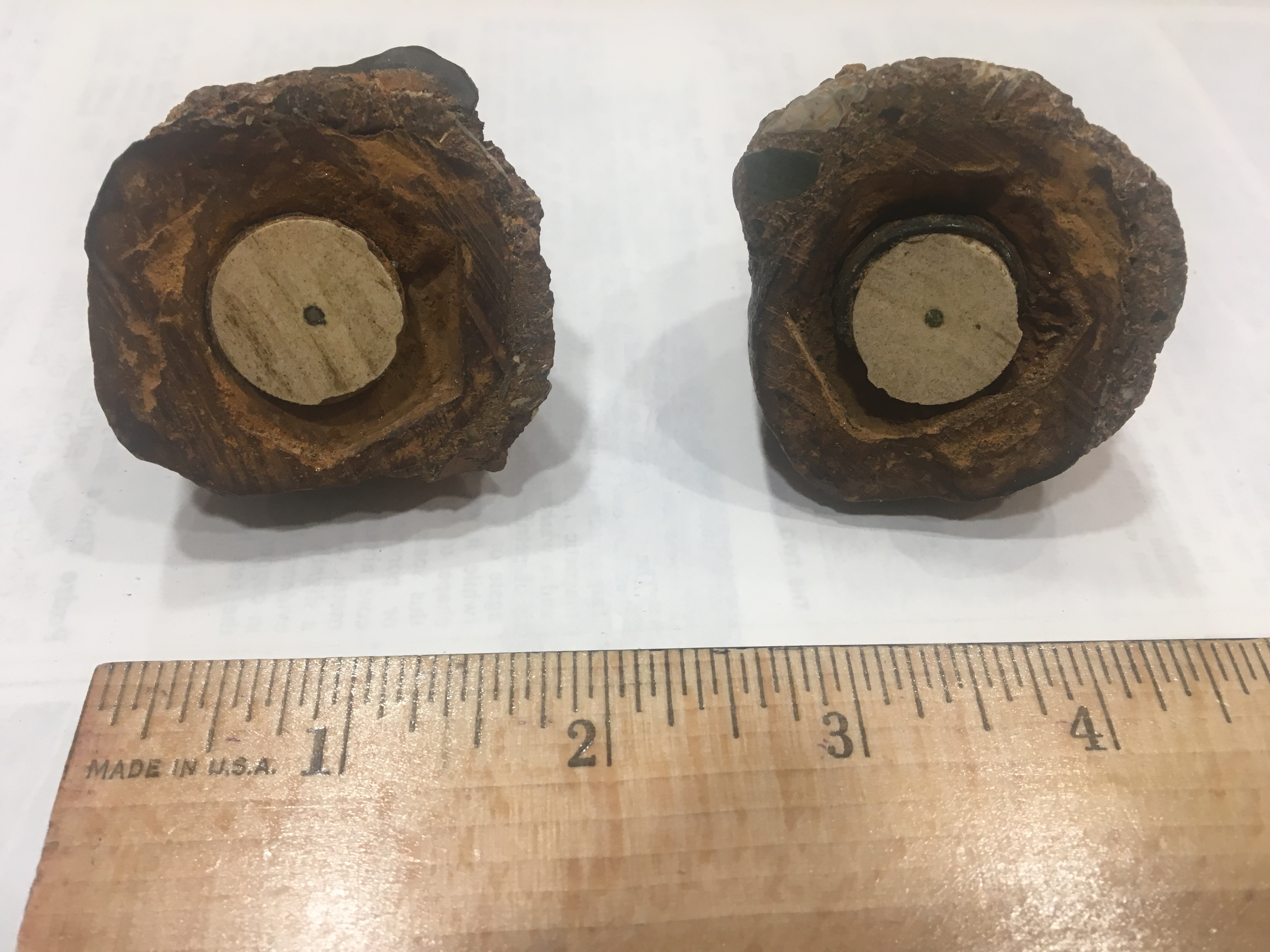
코소 유물 (2018년)

코소 유물(Coso artifact)은 1961년 2월 13일에 미국 캘리포니아주 오란체 (Olancha)로부터 북동으로 10km 정도 떨어진, 코소 산맥 (Coso Range)에서 발견된 점화 플러그이다.
통상, 이 점화 플러그가 오파츠로서 소개될 때 , 플러그를 가리고 있던 석유화학한 흙을 지질학자가 감정을 실시했는데, 50만년 전이라는 감정 결과가 나왔다고 말해지는 것이 많다.
그러나 2000년 6월에 회의주의 단체 '태평양 노스 웨스트 스케프티크스'의 피에르 스트론바그와 폴 하인릿히가 발표한 바에 의하면, 미국 점화 플러그 수집가 협회의 회장, 동협회 부회장, 수집가, 점화 플러그의 사립 박물관 관장이라는, 전미를 대표하는 4명의 점화 플러그 수집가들이 '코소 가공물'의 X선 사진을 기초로 감정을 실시하여 그 결과 "1920년대에 미국의 챔피언사에 의해서 만들어진 점화 플러그임에 틀림없다"라는, 메이커명까지 일치한 감정 결과가 나와 있다 (1920년대, 코소 산맥 주변에서는 채광이 행해지고 있어 거기에 출입하고 있던 작업 차량 T형 포드의 엔진에 해당의 점화 플러그가 사용되고 있던 가능성이 있다).
덧붙여서 '어느 지질학자가 감정을 실시했는데 50만 년 전이라는 감정 결과가 나왔다'라는 이야기에 대해서는, 발견자의 한 사람인 바지니아 마크시 (Virginia Maxey)가 그렇게 말하고 있는 것 뿐으로, 그 지질학자가 누군지 모르는 등, 증거가 되는 것이 아무것도 없고, 현저하게 신빙성이 부족한 이야기이다. 또, 정동석 (지오드) 중에서 발견되었다고 여겨지는 경우도 있지만, 정동석의 특징과는 완전히 달라, '실제는 점화 플러그를 핵에 진흙의 덩어리가 되었을 뿐이다'라는 지적도 있다. 1963년에 박물관에서 3개월 간 전시되거나 '국제 포티안 협회'에 의한 조사를 한 것은 있지만, 학술적인 조사는 한 번도 되어 있지 않다.
스미스소니언 박물관 등이 이것을 인수하는 것을 검토하고 있었지만, 소유자가 '2만5000 달러 내지 않으면 처분하지 않는다'라고 주장했기 때문에, 시설에 거두어지지 않았다. 덧붙여 그 후 현물은 행방불명이 되어 있어 사진으로 밖에 현존 하고 있지 않다.

## 참고 문헌
미나카미 료타로, 시미즈 가즈오, 카몬 쇼이치 '아라타 톤 데모초상현상 56의 진상' (오오타 출판, 2001년) ISBN 4872335988

## 같이 보기
- 오파츠
- 점화 플러그